# Eastleach Turville
Eastleach Turville – wieś w Anglii, w Gloucestershire, w dystrykcie Cotswold, w civil parish Eastleach. W 1931 roku civil parish liczyła 294 mieszkańców. Eastleach Turville jest wspomniana w Domesday Book (1086) jako Lec(c)e.